# ألكسندر السابع
إسكندر السابع (13 فبراير 1599 - 22 مايو 1667) كان البابا المسيحي في الفترة بين 7 أبريل 1655 حتى وفاته لمدة 12 عاماً.

## سيرة
ولد إسكندر السابع باسم فابيو كيجي في 13 فبراير 1599، بمدينة سيينا، إيطاليا، لفلافيو كيجي ولورا مارسيغلي. وهو أحد أفراد عائلة كيجي الثرية المعروفة، وحفيد أخ البابا بولس الخامس (1605–1621). تلقى تعليمه بشكل خاص، وحصل على دكتوراه الفلسفة، والقانون، وعلم اللاهوت من جامعة سيينا.
عرف عهد البابا إسكندر السابع بنزاعاته مع فرنسا. انهزم في أغلب هذه النزاعات، وقد اضطر إلى الاستسلام أكثر من مرة بطريقة أو بأخرى إلى الملك الفرنسي لويس الرابع عشر. دعم الملك تباعاً أعداء البابا بشكل نشط في روما ورفض المساعدة في الحملات الصليبية ضد العثمانيين، في الوقت الذي دعم فيه إسكندر السابع فينيسيا في معاركها التوسعية ضد الأتراك. أدان تعليمات كورنيليوس جانسين جزئيا بناء على رغبة الملك الفرنسي.
كان إسكندر السابع أيضاً راعياً كبيراً للفنون. فقد دفع بشكل خاص ثمن عدد من الأعمال المهمة للفنان بيرنيني. وقد تكون الأكثر شهرة من بينها صف الأعمدة الطليقة الذي يحيط بساحة القديس بطرس في روما. ذلك الصف صمم للمساعدة على إحاطة الحشود الكبيرة التي تجتمع كل سنة في عيد الفصح دون خلق جو خانق. الجدير بالذكر أن بيرنيني قد صنع قبر إسكندر السابع.

## روابط خارجية
- ألكسندر السابع على موقع الموسوعة البريطانية (الإنجليزية)
- ألكسندر السابع على موقع إن إن دي بي (الإنجليزية)